# 塚谷裕一
塚谷 裕一（つかや ひろかず、1964年 - ）は、日本の植物学者、東京大学大学院理学系研究科教授。専門は、発生生物学、系統分類学。

## 略歴・人物
神奈川県鎌倉市生まれ。神奈川県立湘南高等学校を経て、1988年、東京大学理学部卒業。1993年、東京大学大学院理学系研究科植物学専攻博士課程修了。博士（理学）。学位論文は、「突然変異体を用いたアラビドプシス花序形態形成の解析」。東京大学分子細胞生物学研究所助手から、1999年、岡崎国立共同研究機構基礎生物学研究所助教授、2001年、総合研究大学院大学先導科学研究科助教授（併任）、2005年、現職。2021年、紫綬褒章受章。2023年、第33回南方熊楠賞受賞。
夏目漱石の『それから』に出てくる白百合が白くないことを指摘したエッセイ「漱石の白くない白百合」で知られるようになり、以後、一般向け著書多数がある。
高校時代は生物研究部、通称"なまけん"に所属していた。

## 著書
- 『漱石の白くない白百合』文藝春秋 1993
- 『果物の文学誌』朝日選書 1995
- 『植物の<見かけ>はどう決まる 遺伝子解析の最前線』中公新書 1995
  - アラビドブシス（和名：シロイヌナズナ、遺伝子の数が少なく、小型のため研究に適する。）の自ら研究の経緯を記して、研究の経緯が描かれるとともに、植物の花の色や葉の形が遺伝学的にどのように決まるかが解説される。
- 『異界の花 ものがたり植物図鑑』マガジンハウス 1996
- 『秘境ガネッシュヒマールの植物 調査隊、道なき道を行く』研成社 1996
- 『雨男、お花畑をゆく』NTT出版（気球の本）1997
- 『植物のこころ』岩波新書 2001
- 『蘭への招待 その不思議なかたちと生態』集英社新書 2001
- 『変わる植物学広がる植物学 モデル植物の誕生』東京大学出版会 2006
- 『ドリアン 果物の王』中公新書 2006
- 『スキマの植物図鑑 カラー版』中公新書 2014
- 『スキマの植物の世界 カラー版』中公新書 2015
- 『森を食べる植物 腐生植物の知られざる世界』岩波書店, 2016

### 共編著
- 『生物の小事典』石浦章一、小林秀明共著 岩波ジュニア新書 2001
- 『植物の科学('15)』荒木崇共編著　放送大学教育振興会、2015

### 翻訳
- F.キングドンーウォード『植物巡礼 プラント・ハンターの回想』岩波文庫 1999
- ニコラス・ハーバード『植物を考える ハーバード教授とシロイヌナズナの365日』南澤直子共訳 八坂書房 2009
- スミソニアン協会,キュー王立植物園 監修『FLORA図鑑植物の世界』日本語版監修. 東京書籍, 2019

## 出演

### ラジオ
- 夏休み子ども科学電話相談（NHKラジオ第1）

### テレビ番組
- 又吉直樹の“それでも○○だった”「キャベツ」（2017年9月20日、NHK Eテレ）
- 又吉直樹のヘウレーカ!（2018年4月4日、4月11日、10月3日、10月24日、12月26日、2019年4月10日、6月19日、NHK Eテレ）